# ITF feminino de Tampico de 2017
O ITF feminino de Tampico de 2017 foi um torneio de tênis feminino disputado em quadras duras na cidade de Tampico, no México. Foi o último torneio na cidade nesse circuito.

## Simples

### Cabeças de chave
| Cabeça | Ranking1 | Jogadora                  |
| ------ | -------- | ------------------------- |
| 1      | 65       | Jennifer Brady            |
| 2      | 135      | Naomi Broady              |
| 3      | 149      | Jamie Loeb                |
| 4      | 152      | Louisa Chirico            |
| 5      | 161      | Caroline Dolehide         |
| 6      | 164      | Anna Karolína Schmiedlová |
| 7      | 179      | Ajla Tomljanović          |
| 8      | 187      | Ivana Jorović             |

- 1 Rankings de 11 de setembro de 2017.

### Outras entradas
As seguintes jogadoras receberam convites para a chave principal:
- Zoë Kruger
- María José Portillo Ramírez
- Urszula Radwańska
- Fanny Stollár

As seguintes jogadoras entram na chave principal passando pelo qualificatório:
- Aliona Bolsova Zadoinov
- Maria Mateas
- Alexandra Morozova
- Luisa Stefani

A seguinte jogadora entrou como lucky loser:
- Catherine Leduc

## Duplas

### Cabeças de chave
| Cabeça | Equipe            | Equipe         |
| ------ | ----------------- | -------------- |
| 1      | Caroline Dolehide | María Irigoyen |
| 2      | Desirae Krawczyk  | Jamie Loeb     |
| 2      | Kaitlyn Christian | Giuliana Olmos |
| 4      | Naomi Broady      | Irina Falconi  |

### Outras entradas
A seguinte dupla recebeu convite para a chave principal:
- María José Portillo Ramírez /  Zoë Gwen Scandalis

## Finais
| Categoria | Campeã(s)                        | Vice-campeã(s)                   | Resultado      | Chave(s)  | Chave(s)       |
| --------- | -------------------------------- | -------------------------------- | -------------- | --------- | -------------- |
| Simples   | Irina Falconi                    | Louisa Chirico                   | 7–5, 36–7, 6–1 | principal | qualificatório |
| Duplas    | Caroline Dolehide María Irigoyen | Kaitlyn Christian Giuliana Olmos | 6–4, 6–4       | principal | principal      |